# Чашвиц

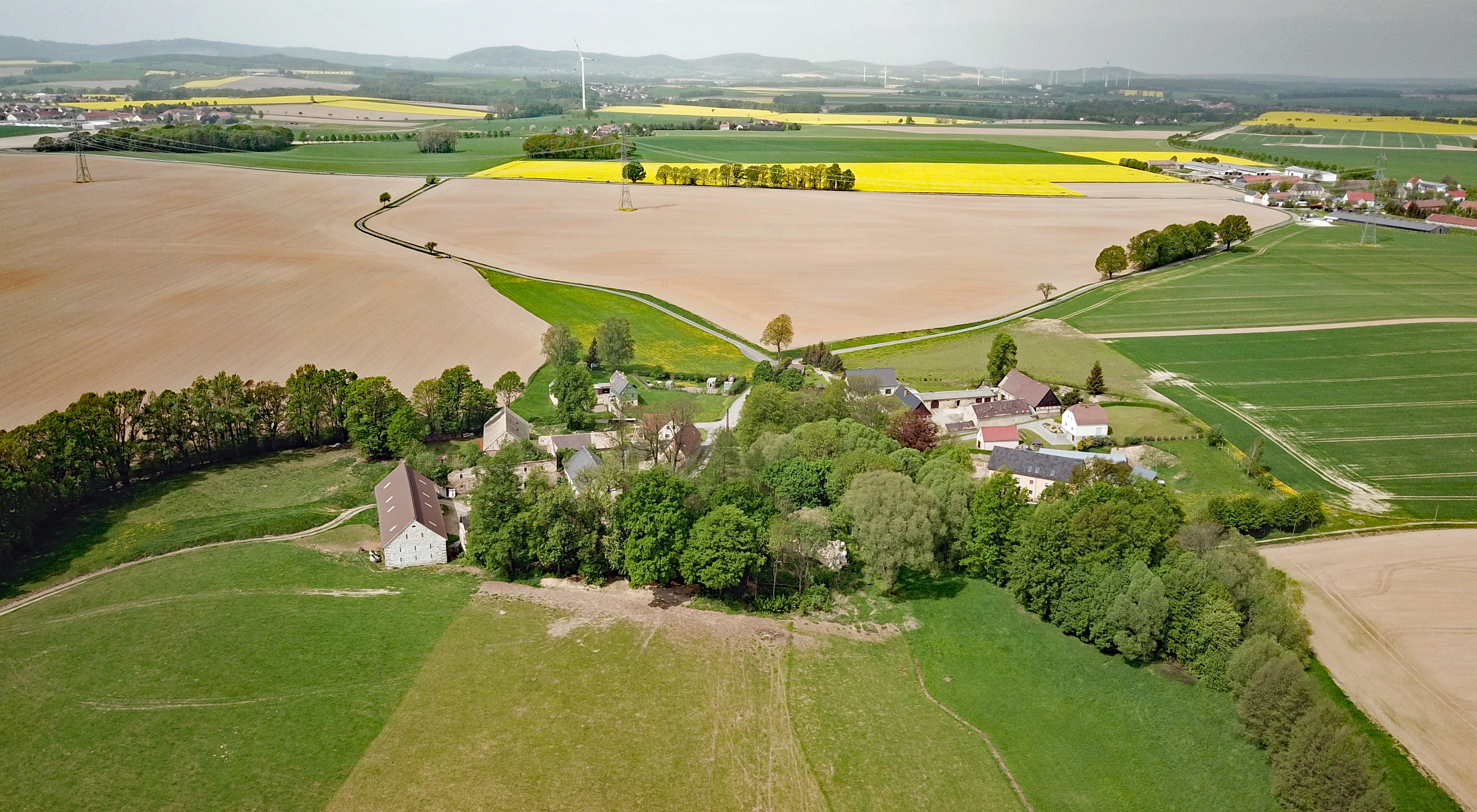

Ча́швиц или Ча́сецы (нем. Tschaschwitz; в.-луж. Časecy) — деревня в Верхней Лужице, Германия. Входит в состав коммуны Паншвиц-Кукау района Баутцен в земле Саксония. Подчиняется административному округу Дрезден.

## География
Располагается примерно в пяти километрах на юго-восток от административного центра коммуны Паншвиц-Кукау.
Соседние населённые пункты: на cеверо-востоке — деревня Лендорф, на юго-востоке — деревня Вучкецы коммуны Буркау, на юго-западе — деревня Малы-Восык коммуны Буркау и на северо-западе — деревня Зибиц.

## История
Впервые упоминается в 1264 году под наименованием Scha[s]tiz. В средние века принадлежала женскому монастырю Мариенштерн.
С 1957 по 1974 года входила в состав коммуны Лендорф. С 1974 года входит в современную коммуну Паншвиц-Кукау.
В настоящее время деревня входит в состав культурно-территориальной автономии «Лужицкая поселенческая область», на территории которой действуют законодательные акты земель Саксонии и Бранденбурга, содействующие сохранению лужицких языков и культуры лужичан.
Исторические немецкие наименования.
- Scha[s]tiz, 1264
- Schazticz, 1291
- Czasticz, Czhasticz, 1374
- Tschaschwitz, 1559
- Tschasitz, Zschaschitz, 1580
- Tzazwitz, 1703
- Tschastwiz, oder Tschachwiz, Zschachwitz, 1791
- Tschaschwitz (Zschaschwitz), 1834
- Zaschwitz, 1840
- Tschaschwitz, 1875

## Население
Официальным языком в населённом пункте, помимо немецкого, является также верхнелужицкий язык.
Согласно статистическому сочинению «Dodawki k statisticy a etnografiji łužickich Serbow» Арношта Муки в 1884 году в деревне проживало 57 человек (из них — 55 серболужичан (96 %)).
Лужицкий демограф Арношт Черник в своём сочинении «Die Entwicklung der sorbischen Bevölkerung» указывает, что в 1956 году при общей численности в 221 человека серболужицкое население деревни составляло 54,9 % (из них верхнелужицким языком владело 31 взрослых и 8 несовершеннолетних).
| 1834 | 1871 | 1890 | 1910 | 1925 | 1939 | 1946 | 1950 | 2005 | 2010 | 2015 | 2017 |
| ---- | ---- | ---- | ---- | ---- | ---- | ---- | ---- | ---- | ---- | ---- | ---- |
| 72   | 64   | 56   | 48   | 37   | 44   | 70   | 72   | 24   | 21   | 28   | 30   |

## Достопримечательности
Памятники культуры и истории земли Саксония
- Каменный дорожный указатель, на дороге в сторону Зибица, 19 век (№ 09227912).
- Жилой дом в восточном стиле с хозяйственными постройками, Dorfteich 3, первая половина 19 века (№ 09227913).
- Жилой дом с конюшней и хозяйственными постройками, Am Dorfteich 8, начало 19 века (№ 09227914).